# Liste der portugiesischen Botschafter in Malta
Die Liste der portugiesischen Botschafter in Malta listet die Botschafter der Republik Portugal in Malta auf.
Erstmals akkreditierte sich ein Vertreter Portugals im Jahr 1975 in Malta. Eine eigene Botschaft eröffnete Portugal in der maltesischen Hauptstadt Valletta im Jahr 2005, schloss sie aber 2008 wieder. Seither gehört das Land wieder zum Amtsbezirk des Portugiesischen Botschafters in Italien, der sich dazu in Malta zweitakkreditiert (Stand 2019).
In der maltesischen Hauptstadt Valletta ist ein portugiesisches Honorarkonsulat eingerichtet (Stand 2019).

## Missionschefs
| Name                                         | Bild  | Amtszeit                         | Anmerkungen                                                                |
| Malta                                        | Malta | Malta                            | Malta                                                                      |
| -------------------------------------------- | ----- | -------------------------------- | -------------------------------------------------------------------------- |
| Virgílio Armando Martins                     |       | ab 1975                          | Botschafter mit Amtssitz Rom, am 12. Juli 1975 in Valletta akkreditiert    |
| José Eduardo de Meneses Rosa                 |       | ab 1982                          | Botschafter mit Amtssitz Rom, am 16. März 1982 in Valletta akkreditiert    |
| Tomás de Melo Breyner Andersen               |       | ab 1985                          | Botschafter mit Amtssitz Rom, im April 1985 in Valletta akkreditiert       |
| Rui Eduardo Barbosa de Medina                |       | ab 1988                          | Botschafter mit Amtssitz Rom, am 20. Juli 1988 in Valletta akkreditiert    |
| João Diogo Correia Saraiva Nunes Barata      |       | ab 1994                          | Botschafter mit Amtssitz Rom, am 28. Juli 1994 in Valletta akkreditiert    |
| José César Paulouro das Neves                |       | ab 1999                          | Botschafter mit Amtssitz Rom, am 28. Oktober 1999 in Valletta akkreditiert |
| António Augusto Russo Dias                   |       | 16. Juni 2005 –4. September 2008 | Botschafter mit Amtssitz Valletta, am 7. September 2005 akkreditiert       |
| Fernando Manuel de Mendonça d’Oliveira Neves |       | ab 2008                          | Botschafter mit Amtssitz Rom (nicht in Valletta akkreditiert)              |
| Francisco Maria de Sousa Ribeiro Telles      |       | ab 2016                          | Botschafter mit Amtssitz Rom (nicht in Valletta akkreditiert)              |
| Pedro Nuno de Abreu e Melo Bártolo           |       | seit 27. Februar 2019            | Botschafter mit Amtssitz Rom, am 15. März 2019 in Valletta akkreditiert    |